# بنجامين والر
بنجامين والر (بالإنجليزية: Benjamin Waller)‏ هو محامي وقاضي أمريكي، ولد في 1 أكتوبر 1716، وتوفي في 1 مايو 1786.

## معرض صور

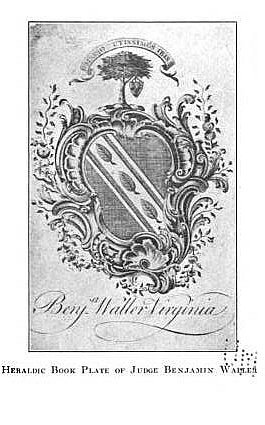
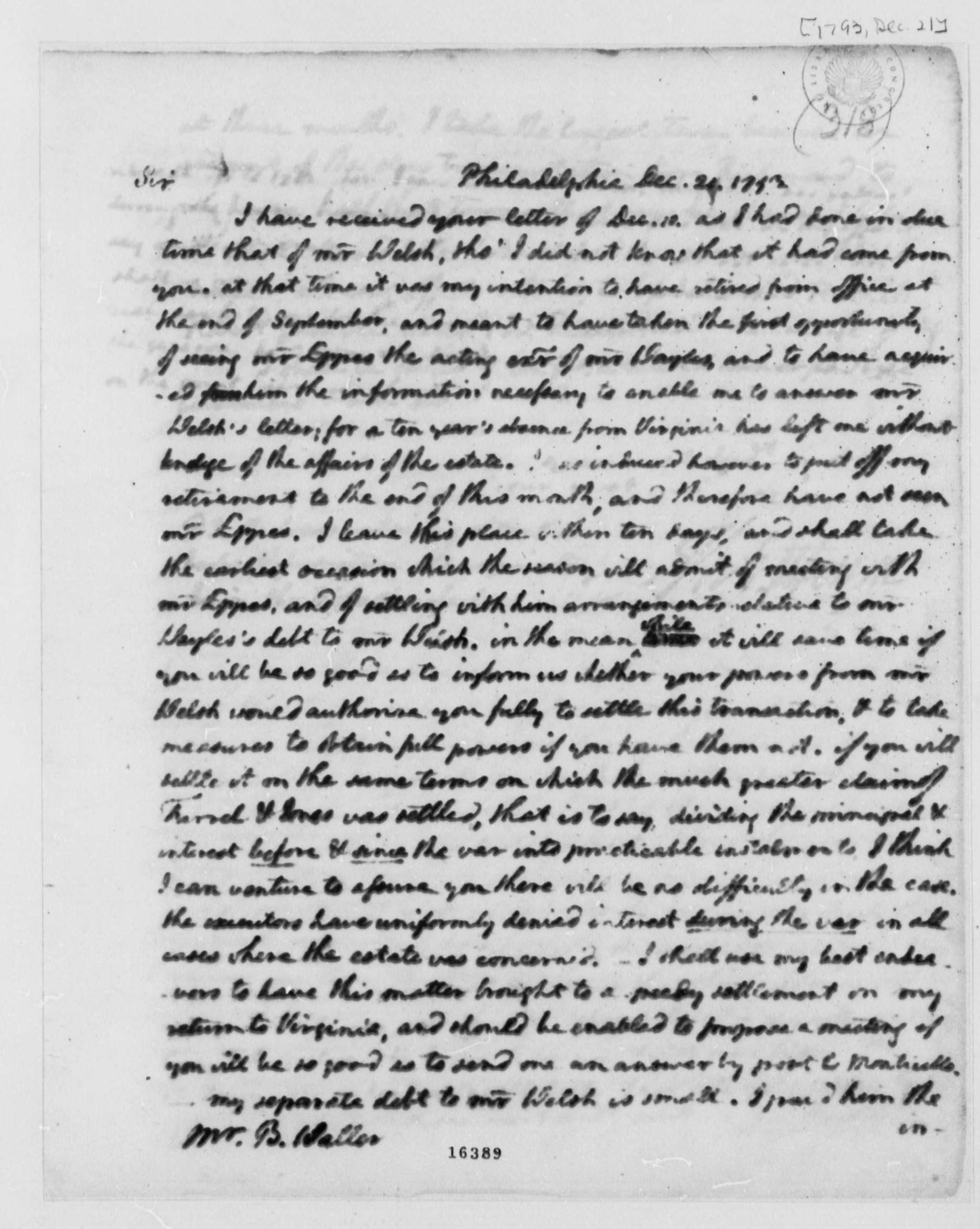